# Ruslan Musayev
Ruslan Musayev (11 maggio 1979) è un ex calciatore azero, di ruolo centrocampista.

## Carriera

### Club
Ha giocato nella massima serie dei campionati azero, estone, islandese e turkmeno.

### Nazionale
Debutta nel 1997 con la Nazionale azera, giocando 30 partite fino al 2004.